# Finsta
Finsta is een plaats in de gemeente Norrtälje in het landschap Uppland en de provincie Stockholms län in Zweden. De plaats heeft 191 inwoners (2005) en een oppervlakte van 28 hectare. Finsta wordt omringd door zowel landbouwgrond als bos. Iets ten zuiden van Finsta ligt de kerk Skederids kyrka de oudste delen van deze kerk stammen uit de 13de eeuw. De stad Norrtälje ligt zo'n vijftien kilometer ten oosten van Finsta.

## Verkeer en vervoer
Bij de plaats loopt de Riksväg 77.